# SC-03D
docomo NEXT series GALAXY S II LTE SC-03D（ドコモ ネクストシリーズ ギャラクシー エス ツー エルティーイー エスシー ゼロサン ディー）は、韓国のサムスン電子（サムスン・テレコミュニケーションズ・ジャパン）によって開発された、NTTドコモの第3.9世代移動通信システム（Xi）と第3世代移動通信システム（FOMA）のデュアルモード端末である。世界モデル「Galaxy S II LTE」の日本モデルとなる。docomo NEXT seriesのひとつ。製品番号はSGH-N034。

## 概要
2011年夏モデルのスマートフォンGALAXY S II SC-02Cの派生モデルとなる。ただ派生モデルとはいえ、通信機能では日本のスマートフォンとしては初の、Long Term Evolution（Xi）対応となったほか端末のサイズやディスプレーのサイズが一回りおおきくなっている。
またXiの通信では最大75Mbpsの超高速通信が可能のほかXiエリア以外ではHSDPA14Mbpsに対応し、高速な3G通信に対応している。Wi-FiにおいてもIEEE802.11a/b/g/n・デュアルチャネルに対応し、最大300Mbpsの通信が利用可能となる。またWi-Fiテザリング機能にも対応したことで、本機が14Mbps対応のモバイルWi-Fiルータとして動作が可能となる
SC-02Cでは搭載されていたワンセグはこのモデルでは非搭載となっているが、世界モデルと同様にこのモデルでは日本初のNFCが搭載されている。
ディスプレイは、SC-02Cに引き続き高コントラストと鮮やかな発色の有機EL（Super AMOLED Plus）ディスプレイが搭載されている。
iモード搭載携帯電話機能のiチャネルやBeeTV、メロディコール、ドコモ地図ナビといった機能が利用可能となっている他2011年-2012年冬モデルより利用が可能となったdメニューが利用可能となる。
UIにおいてはサムスン独自UIのほか、docomo Palette UIも利用可能となる。
フルHD動画の録画・再生に対応。microUSB端子からHDMIへ出力するHDMI変換ケーブルSC01（別売）または各メーカーから出ているMHL変換アダプターを使うことにより、GALAXY S II LTEで録画した映像を対応のテレビに出力させることができる。

## PCとの同期
Samsung Kies（サムスンキース）といわれるPC連携ソフトをパソコンにインストールすることで、連絡先、カレンダーの編集、保存、Outlookとの同期、さらに、メールやメモ、画像、動画、音楽などの管理、編集が可能となる。またOSのバージョンアップを行う際などにも利用することとなる。

## メール・メッセンジャー
- spモードに対応し、iモードメールと同様@docomo.ne.jpのメールアドレスがそのまま利用可能となっている。iモードメール同様、絵文字、デコメール、デコメ絵文字も利用可能となっている。また、メールはリアルタイムプッシュで着信する。
- Android OS 2.3の特徴であるGmailの複数アカウントの同時利用が可能となる。また、Gmailはリアルタイムでプッシュ着信をする。
- 通常のメールアプリでは、複数のPOP、IMAPメールが利用可能であり、moperaメールはプッシュで着信する。
- メッセンジャーでは、Google Talkがプリインストールされている。また、マーケットからWindows Live Messengerをはじめ、様々なメッセンジャーアプリをインストールし、利用することが可能となる。

## ブラウザ
ブラウザはGoogle Chrome Liteベースのものが搭載され、Android OS 2.3の特徴でもあるFlash Player 10.3がアドオンされている。また、JavaScript（V8）もサポートされている。これにより、パソコンのブラウザとほぼ同等のフラッシュサイト、動画サイトが利用することが可能となり、ブラウザでYouTubeをはじめとした各種動画サイトが利用できる他フラッシュゲームなども動作する。

## 利用可能なアプリケーションマーケット
- Android OS標準のAndroidマーケットが利用可能となっており、30万を超えるアプリケーションが利用可能となっている。
- サムスン電子が提供するアプリケーションサイトである、SAMSUNG Apps及びNTTドコモが提供するアプリケーションサイト、dマーケットから様々なアプリケーションがダウンロードが可能となっている。

## 主な機能
| 主な対応サービス                               | 主な対応サービス                         | 主な対応サービス                       | 主な対応サービス                              |
| ---------------------------------------------- | ---------------------------------------- | -------------------------------------- | --------------------------------------------- |
| タッチパネル／加速度センサー                   | Xi／FOMAハイスピード                     | Bluetooth                              | DCMX／おサイフケータイ／赤外線／トルカ／NFC   |
| ワンセグ                                       | メロディコール                           | テザリング 8台                         | WiFi IEEE802.11a/b/g/n                        |
| GPS                                            | spモード／電話帳バックアップ             | デコメール／デコメ絵文字／デコメアニメ | iチャネル                                     |
| エリアメール／ソフトウェアアップデート自動更新 | デジタルオーディオプレーヤー(WMA)(MP3他) | GSM／3Gローミング（WORLD WING）        | フルブラウザ／Flash Player 10.3               |
| Androidマーケット／／dメニュー／dマーケット    | Gmail／Google Talk／YouTube／Picasa      | バーコードリーダ／名刺リーダ           | ドコモ地図ナビ／Google Maps／ストリートビュー |

## 歴史
- 2011年10月18日 - NTTドコモ、およびサムスン・テレコミュニケーションズ・ジャパンより公式発表。
- 2011年11月12日 - 予約開始。
- 2011年11月24日 - 全国一斉発売開始。[5]
- 2012年1月5日 - 新色Ceramic Whiteを追加発表。[6]
- 2012年1月18日 - 新色予約開始。
- 2012年1月21日 - 新色発売開始。
- 2012年10月31日 - Android 4.0.4へのバージョンアップ開始。